# Capilla de la Anunciación de Żurrieq
La Capilla de la Anunciación de Żurrieq
 es un edificio religioso de la iglesia católica en la ciudad de Zurrieq en el país insular de Malta.
La construcción de esta capilla, de estilo medieval puramente maltés, se inició en 1480 sobre las ruinas de una capilla anterior del siglo XIII.
Pinturas y frescos, incluyendo representaciones de santos adornan el interior de la capilla.